# Gentil Puig Moreno
 (août 2017).
Si vous disposez d'ouvrages ou d'articles de référence ou si vous connaissez des sites web de qualité traitant du thème abordé ici, merci de compléter l'article en donnant les références utiles à sa vérifiabilité et en les liant à la section « Notes et références ».
Gentil Puig Moreno, né le 1er juin 1934 à Rocafort (Barcelone), est un sociolinguiste et chercheur catalan auteur de plusieurs ouvrages pédagogiques et d'articles portant sur la situation de la langue catalane en général, à partir de la transition démocratique de l’Espagne dans les années 80, et sur l’usage du catalan en Catalogne nord, en particulier, dans les années 90.

## Biographie
À partir de 1971, pendant la dernière période du franquisme, Gentil Puig participe au groupe initial et fondateur de l'Escola de mestres per Catalunya (École d’instituteurs de Catalogne) qui était à l’époque une extension de l'École normale de Gérone, et une initiative de Joseph Pallach. Elle comptait sur la participation d'Octavi Fullat, de Marta Mata, de Maria Rúbies, de Lopez del Castillo et de Rosa Gratacos. Trois ans plus tard, en 1974, est créée, avec le concours de l'association pédagogique « Rosa Sensat » L'École d’instituteurs de Sant Cugat inscrite à l’Université autonome de Barcelone, UAB, qui en 1992 se transforma, à son tour, en l'actuelle Faculté de Sciences de l'Éducation de l’UAB.
En 1980, Gentil Puig-Moreno  obtient son doctorat de IIIe cycle  en linguistique romane à l'université de Montpellier sous la direction conjointe du professeur et dirigeant occitaniste, Robert Lafont et du linguiste de l’Université de Barcelone, Badia i Margarit. En 1992 il obtient le doctorat en Sciences du langage (Habilitation à diriger des recherches) à la même université de Montpellier.
Il enseigne à l'Institut français de Barcelone et à la Faculté de Sciences de l'Éducation de l’UAB jusqu’en 2003, il est aussi professeur invité au département d’Études catalanes de l’Université de Perpignan. Dès 2000 il est professeur honoraire des Universités de Perpinyà et Autonome de Barcelone. Depuis 1979 il est membre du Groupe catalan de Sociolinguistique (GCS), société filiale de l'Institut d’Études catalanes (IEC). Avec le sociolinguiste Dominique Bernardo, il est codirecteur de la revue universitaire « Aïnes Noves », publiée de 2007 à 2020 aux Presses universitaires de Perpignan.
Les domaines de recherche de Gentil Puig sont : la didactique des langues, la sociolinguistique catalane et l'anthropologie linguistique et culturelle (interculturalité). Il a publié de nombreux articles et des ouvrages dans le cadre européen sur des thèmes divers, comme l'apprentissage des langues étrangères (FLE) et des langues secondes (catalan), les représentations de l’Union européenne, sur les attitudes préxénophobes des adolescents de quatre pays européens et l'analyse des statistiques sociolinguistiques en Catalogne du Nord.
Gentil Puig est l'auteur de divers manuels d'apprentissage du Français (FLE) en Catalogne et du catalan, comme « Encara i Sempre » adressé aux étudiants de l’Université de Perpignan et aux adultes des Pyrénées-Orientales, et de la série d’apprentissage « Benvinguts » pour les élèves des écoles primaires de la Catalogne du Nord (Roussillon). Son activisme est encore plus présent dans le Vallespir (Céret) puisqu’il est membre fondateur (2004), président du « Centre Cultural del Vallespir » et directeur de la revue « Vallespir ». Il a participé à la coordination des Festivals transfrontaliers entre le Vallespir et le haut Ampourdan (Figuères), tout comme du projet de « Couples linguistiques transfrontaliers entre Céret et Figuères».
Son œuvre est très diverse, elle comprend plus de cent articles scientifiques et une trentaine de livres, dont les principaux figurent ci-dessous.

## Publications

### Méthodes de langue
- J’écoute, puis je parle, exercices de laboratoire, Ediciones Mangold, Madrid, 1971
- Sonimage 1, Méthode audiovisuelle de français, Ed. SM, Mangold, Enosa, Madrid, 1972
- Actuel (FLE 1), Edicions Vicens i Vives, Barcelona, 1974
- Figurines i franel·lògraf, Edicions DEC (Òmnium Cultural), Barcelona, 1975
- Demain  (FLE 2), Edicions Vicens i Vives, Barcelona, 1976
- Les Jeunes aujourd’hui (FLE 3), Edicions Vicens i Vives, Barcelona, 1978
- La nostra llengua, ara 1, 2, 3, 4 i 5, Edicions Vicens Bàsica, Barcelona, de 1979 à 1981
- Ací 1, 2, 3, 4 i 5, (versió Valenciana), Edicions Vicens Bàsica, Barcelona, de 1981 à 1984
- Llaüt 1, 2, 3, 4 i 5, (versió Balears). Edicions Vicens Bàsica, Barcelona, de 1981 à 1984
- Sempre Endavant, (català segona llengua), Ed. Barcanova, Barcelona, 1982 (10 reeditions)
- Llengua catalana, 4rt curs de Bàsica, Edicions Tarracó, Tarragona, 1984
- Horizon 1, 2, 3, (FLE), Edicions Vicens i Vives, Barcelona 1985
- En avant la Musique, Série verte. Éditions CLE International, Paris 1987
- Benvinguts, Niveaux 1, 2 i 3, Éditions du CDDP de Perpignan, de 2003 à 2004
- Encara i Sempre, (première édition) Éditions des PUP, Université de Perpignan, 2005
- Encara i Sempre, (seconde édition rénovée), Éditions Trabucaire, Perpignan, 2006

### Livres de pédagogie, de sociolinguistique et d’interculturalité
- Diglossie et enseignement du catalan en Catalogne Nord. Thèse de doct. Montpellier, 1980
- Méthodologie du FLE, Editions de l’Escola Oficial d’Idiomes, Barcelona, 1984
- Recerca i Educació Interculturals, Coord. Edicions La Llar del Llibre, Barcelona, 1999
- Actituds prexenòfobes dels adolescents a 4 països de l’UE, Ed. Domènec, Barcelona, 2001
- Documentos de antropologia cultural. Universidad de Patagonia, Trelew, Argentina, 2002
- Enquestes sociolingüístiques nord-catalanes, Revue Aïnes Noves nº 1, PUP, Perpignan, 2007
- La Farga Catalana al Vallespir, Editions Trabucaire, Perpignan, 2011

### Essais et œuvres littéraires
- Entre la France et l’Espagne: la Catalogne, Ed. Dictus Publishing, Sarrebrüken, 2012
- El passat ens empaita, Vicissituds d’un exiliat Ed. Pagès Editors, Lleida, (Catalogne), 2012
- Vallespir, revue littéraire et culturelle, édité par le CCCV, Céret, de 2005 à 2020
- Fils de l’exil, itinéraires d’un fils d’exilé républicain catalan,  Ed. L’Harmattan, Paris, 2016
- À propos de la Catalogne (novembre 2018). Editions Kindle Direct Publishing, Paris, 2018
- Géopolitique des langues romanes (en cours de publication) St Léry Breizh. 2020

### Poésie
- Paraules viscudes. Recull de poemes. Edicions de l’Emboscall. Barcelona, 2016
- Paroles vécues et à demi perdues. Éditions Baudelaire, Lyon, 2019

### Articles publiés dans la revue "Treballs de Sociolinguisica Catalana" Valencia
- https://dialnet.unirioja.es/servlet/autor?codigo=3624239